# Andrea Pinos
Andrea Pinos (* 7. Mai 1985) ist ein italienischer Bahn- und Straßenradrennfahrer.
Andrea Pinos wurde 2004 Dritter bei der italienischen Bahnradmeisterschaft im Teamsprint. In der Saison 2006 wurde er Zweiter beim UIV Cup in Stuttgart. Auf der Straße gewann er 2006 eine Etappe beim Giro della Regione Friuli Venezia Giulia. Im Jahr 2010 fuhr Pinos für das rumänische Tusnad Cycling Team und gewann er die sechste Etappe bei der Tour of Romania.

## Erfolge
2006
- eine Etappe Giro della Regione Friuli Venezia Giulia

2010
- eine Etappe Tour of Romania

## Teams
- 2010 Tusnad Cycling Team